# Плачинда Володимир Петрович
Плачинда Володимир Петрович (26.07.1938-01.11.2002) — український мовознавець, історик, шевченкознавець, фахівець із біографістики й документалістики.

## Життєпис
Народився в с. Клинці (нині село Кіровоградського району Кіровоградської області). За активну громадську позицію був виключений із філологічного факультету Київського унніверситету (закінчив його пізніше — 1963). Працюючи теслею на будівництві Київської ГЕС, записав від селян с. Хотянівка Вишгородського району Київської області близько 300 діалектних слів, що згодом увійшли до «Атласу української мови». Працював у Центральному будинку народної творчості УРСР (1963-64), редакції журналу «Народна творчість та етнографія». За самостійність і неординарність мислення був відрахований з аспірантури кафедри української мови Київського університету (1966). Понад 27 років працював у видавництві «Наукова думка» (1966-94), де був членом правління й завідував редакцією науково-популярної літератури. Підрахував, що за рік особисто відредагував близько З тисяч сторінок, зокрема праці М. Амосова, Г. Писаренка та ін. Працював начальником управління у Міністерстві України у справах національностей та міграції (1994—1995), у Секретаріаті ВР України — у секторі підготовки до видання документів ВР України, зокрема, взяв участь у редагуванні стенограм (з 1995) та Конституції України 1996. Був помічником народного депутата І. Біласа.
Знавець українського громадсько-політичного руху 2-ї половини 19-го століття, який вивчав за архівними першоджерелами. Виявив нові документи про Т.Шевченка, зокрема про його друга А.Козачковського, проводи труни з тілом Т.Шевченка в Києві. Системно вивчав життя, громадську діяльність і наукову спадщину сина кирило-мефодіївця й приятеля Т.Шевченка, винахідника радіотелемеханіки М.Пильчикова та філолога, члена-кореспондента Петербурзької академії наук і дійсного члена Наукового товариства імені Шевченка П.Житецького.
Автор монографій «Микола Дмитрович Пильчиков» (К., 1983) та «Павло Гнатович Житецький» (К., 1987), що викликали резонанс як в Україні, так і за кордоном (публікація Марка Антоновича в «Українському історику», 1988, ч. 97-100), статей про І.Срезневського, Т. Рильського та ін. Підготував до друку повний текст і коментарі до мемуарів С. О. Єфремова «Про дні минулі» (Молода нація: Альманах (К.), 2002, № 1 — 2004, № 4), де широко використав невідомі доти архівні матеріали.
Узяв участь в енциклопедії «Українська мова», «Українській літературній енциклопедії» (статті про О.Бодянського, П.Житецького, О.Котляревського, М.Максимовича, М.Тулова, К.Шейковського та ін.). З доповідями про Т.Шевченка, П.Житецького, П.Чубинського, С.Єфремова брав участь у наукових конференціях.
Займався просвітницькою діяльністю, публікуючи з 1960 популярні статті в журналі «Народна творчість та етнографія», збірниках «Наука і культура: Україна», «Шевченківський збірник» та інших наукових і науково-популярних виданнях.
У перші роки незалежності займався громадською роботою — очолював комісію у справах культури та охорони історичного середовища Старокиївської районної ради народних депутатів у м. Києві (1990-94).
Брат письменника і суспільно-громадського діяча Сергія Плачинди (1928—2013).
Помер у м. Києві.
Посмертно обраний членом Національної спілки письменників України (2003).